# Adriaen Brouwer

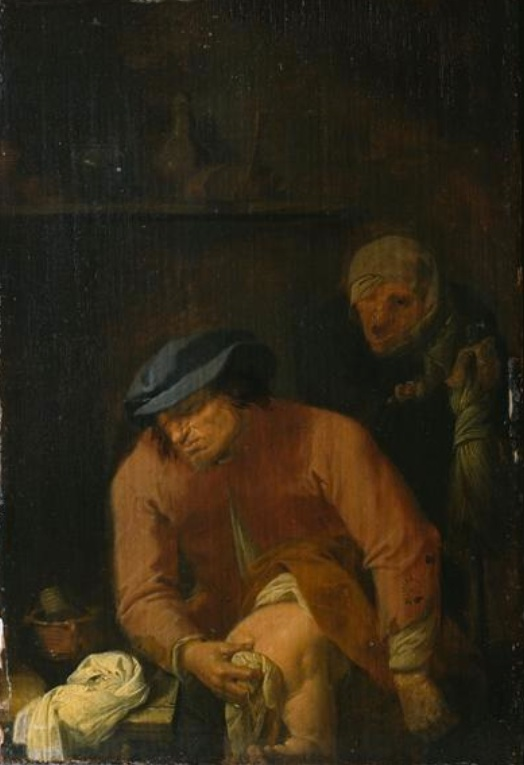
O Cheiro

Adriaen Brouwer ou Adriaan Brouwer, Adriaen Brauwer e Adriaen de Brauwer (Oudenaarde, c. 1605 – Antuérpia, Janeiro de 1638) foi um pintor flamengo que trabalhou nos Países Baixos e na Holanda na primeira metade do século XVII.  Inovou a pintura de gênero através da representação viva de camponeses, soldados e outros membros das chamadas classes mais baixas da época, retratados em cenas de bebedeira, fumo, jogos de cartas, brigas e música, tanto em tavernas quanto em ambientes rurais. Contribuiu para o desenvolvimento do tronie (estudos faciais que investigavam a variedade de expressões caricaturais).
O biógrafo holandês Arnold Houbraken incluiu várias informações errôneas sobre Brouwer em sua obra The Great Theatre of Dutch Painters de 1718-1719.  Hoje sabe-se que Brouwer nasceu em Oudenaarde, em Flandres, em 1605 ou 1606, um importante centro de produção de tapeçaria à época. Trabalhou em Antuérpia, Amsterdam e Harlem, onde seu nome está registrado na Câmara de retórica. Em 1631, entrou para a Guilda de São Lucas de Antuérpia. Um de seus alunos e amigos mais próximos foi Joos van Craesbeeck. Em 1634, abrigou-se na casa de outro amigo, Paulus Pontius, e ambos entraram para a Câmara de retórica da cidade (Violieren). Adriaen Brouwer e seus amigos artistas passavam um longo tempo nas tavernas locais. Pintou um obra chamada Os Fumantes, que incluía um auto-retrato e imagens dos amigos Jan Cossiers, Jan Lievens, Joos van Craesbeeck e Jan Davidsz. de Heem (c. 1636, Metropolitan Museum of Art, Nova York).
Apesar de seu estilo de vida desregrado e sua preferência por imagens da vida mundana, Brouwer era altamente respeitado por seus colegas. Rubens possuía 17 obras de Brouwer quando de sua morte, das quais pelo menos uma tinha sido adquirida antes dos dois pintores terem se conhecido pessoalmente. Rembrandt também possuía obras de Brouwer em sua coleção.
Em janeiro de 1638, Adriaen Brouwer morreu em Antuérpia. Alguns biógrafos creditam sua morte à bebida e outros à peste, pois foi enterrado em uma vala comum. Um mês após sua morte, seu corpo foi enterrado na Igreja Carmelita de Antuérpia em 1º de fevereiro de 1638 em uma cerimônia solene através da iniciativa de artistas amigos.

## Obras
Brouwer deixou cerca de 60 obras, poucas assinadas e nenhuma datada. Como era amplamente copiado, imitado e seguido, a autoria de certas obras pode ser contestada. Trabalhava basicamente na pintura de gênero, mas produziu paisagens em seus últimos anos. Foi influenciado por Dirck Hals, um pintor de gênero que trabalhava em Haarlem. Debate-se, ainda, se suas obras tinham um intuito moralista, pois concentrava na representação de expressões de dor, raiva, nojo e alegria. Acredita-se que suas obras expressavam as ideias éticas de Sêneca, que foram redescobertas e desenvolvidas no Neoestoicismo pelo humanista flamengo Justus Lipsius, e que eram aceitas no círculos de humanista de Antuérpia do qual Brouwer fazia parte.
Foi importante inovador do retrato flamengo, especialmente no desenvolvimento do gênero do tronie (estudos que intencionavam investigar a variedade de expressões faciais).

## Influência
Brouwer influenciou um grande número de pintores flamengos e holandeses incluindo Cornelis Saftleven, David Teniers, o Jovem, Mattheus van Helmont, Hendrik Martenszoon Sorgh, Horatius Bollongier, Giacomo Francesco Cipper, Daniël Boone e Joseph Danhauser.